# Кызылсу (приток Вахша)
Кызылсу (на территории Кыргызстана — Кызыл-Суу; на территории Таджикистана — Сурхоб; в переводе с киргизского и таджикского «красная вода») — горная река в Кыргызстане и Таджикистане. Длина — 235 км, площадь водосборного бассейна — 8380 км². Средний расход воды в 86 км от устья — 40,6 м³/с.
Исток находится на склонах Заалайского (Каюмарсского) хребта. Река протекает по Алайской долине, до впадения реки Айляма называется Карасу. Сливаясь с рекой Мугоб (Муксу) образует реку Сурхоб. Высота устья — 1834 м над уровнем моря.
На берегах Кызылсу находится ряд поселений, от истока к устью: Сары-Таш, Сары-Могол, Кызыл-Дон, Кара-Суу, Дараут-Курган, Джар-Баши, Себистон, Тоджварон, Сафеддара, Сарипул, Хингсой, Думбрасоозон.